# فسيفولود بوبروف
فسيفولود بوبروف (Vsevolod Mikhailovich Bobrov) (مواليد 1 ديسمبر 1922)، هو لاعب كرة قدم كان يلعب كمهاجم. يلعب مع منتخب روسيا لكرة القدم منذ عام 1952.

## وصلات خارجية
- فسيفولود بوبروف على موقع الاتحاد الدولي (مؤرشف)  (الإنجليزية)
- فسيفولود بوبروف على موقع قاعدة بيانات كرة القدم.إي يو (الإنجليزية)
- فسيفولود بوبروف على موقع ناشيونال فوتبول تيمز (الإنجليزية)
- فسيفولود بوبروف على موقع EliteProspects.com (الإنجليزية)
- فسيفولود بوبروف على موقع Eurohockey.com (الإنجليزية)
- فسيفولود بوبروف على موقع HockeyDB.com (الإنجليزية)
- فسيفولود بوبروف على موقع اللجنة الأولمبية الدولية (الإنجليزية)
- فسيفولود بوبروف على موقع أوليمبيديا (الإنجليزية)